# 奇梅戈
奇梅戈（義大利語：Cimego），曾是意大利特伦托自治省的一个市镇。总面积10平方公里，人口411人，人口密度41.1人/平方公里（2009年）。ISTAT代码为022057。
2016年1月1日由布廖内、奇梅戈及孔迪诺三个市镇合并为新的基耶塞镇市镇。